# 高津雅雄
高津 雅雄（こうつ まさお、1855年6月19日（安政2年5月6日） - 1933年（昭和8年）3月7日）は、日本の政治家、衆議院議員（2期）。

## 経歴
淡路国津名郡河上村(のち兵庫県津名郡鮎原村→五色町、現・洲本市)の大地主の家に生まれる。徳島藩立郷学校に入り、漢籍を学び、その後、上京し、英語と漢学を修める。小学校教員、学校世話掛、河上村戸長、学区取締、鮎原村長、同村会議員、津名郡連合会議員、同郡会議員、兵庫県会議員、同常置委員、徴兵参事員となる。また、北浜銀行取締役となり、ほか、由良町長、津名郡農会長、同教育会長、愛国銀行取締役頭取を務めた。
1898年3月の第5回衆議院議員総選挙において兵庫10区から自由党公認で立候補して初当選。同年8月の第6回衆議院議員総選挙では憲政党から立候補して再選を果たした。1902年の第7回衆議院議員総選挙は不出馬。1933年に死去した。